# Diva Việt Nam
Diva Việt Nam là một danh hiệu truyền thông và giới chuyên môn Việt Nam phong tặng cho bốn nữ ca sĩ là Thanh Lam, Hồng Nhung, Mỹ Linh và Trần Thu Hà. Khái niệm này được dùng để chỉ những giọng ca nữ có giọng hát xuất sắc và kĩ thuật, cống hiến bền vững, tạo nên được một trường phái âm nhạc riêng và có sức ảnh hưởng lớn đến nền nhạc nhẹ nước nhà. Danh hiệu được phổ biến vào Việt Nam từ đầu thập niên 2000.

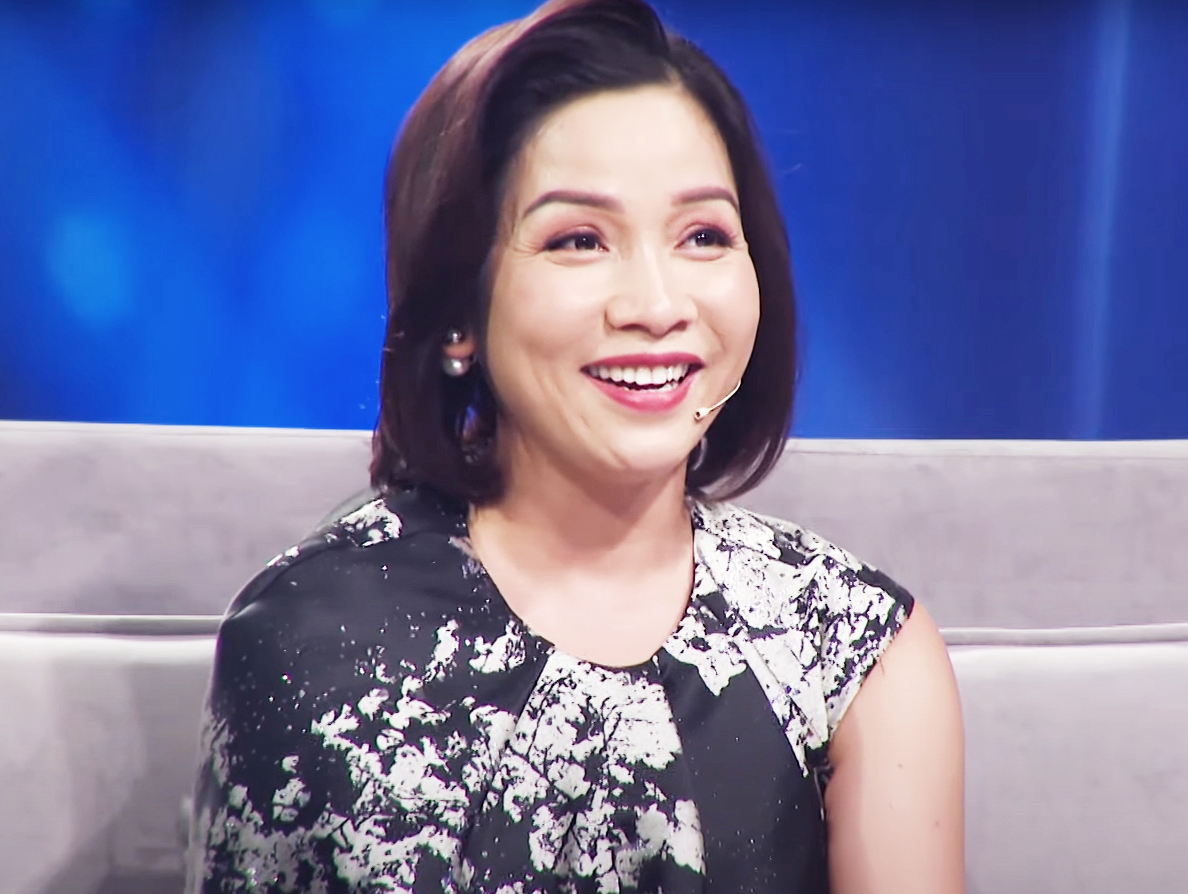
Ca sĩ Mỹ Linh đã mở ra trào lưu thực hiện các sản phẩm âm nhạc qua máy tính tại Việt Nam cùng với ban nhạc Anh Em. Cô còn đi đầu trong việc xây dựng một phong cách làm việc chuyên nghiệp khi có riêng một ê-kíp âm nhạc, mỗi album đều được thực hiện thống nhất từ ý tưởng đến hòa âm, phối khí và hình ảnh ở Việt Nam. Được mệnh danh là "Nữ hoàng R&B Việt Nam", cô nổi tiếng với những màn trình diễn giọng hát nội lực và kĩ thuật ở nhiều dòng nhạc.

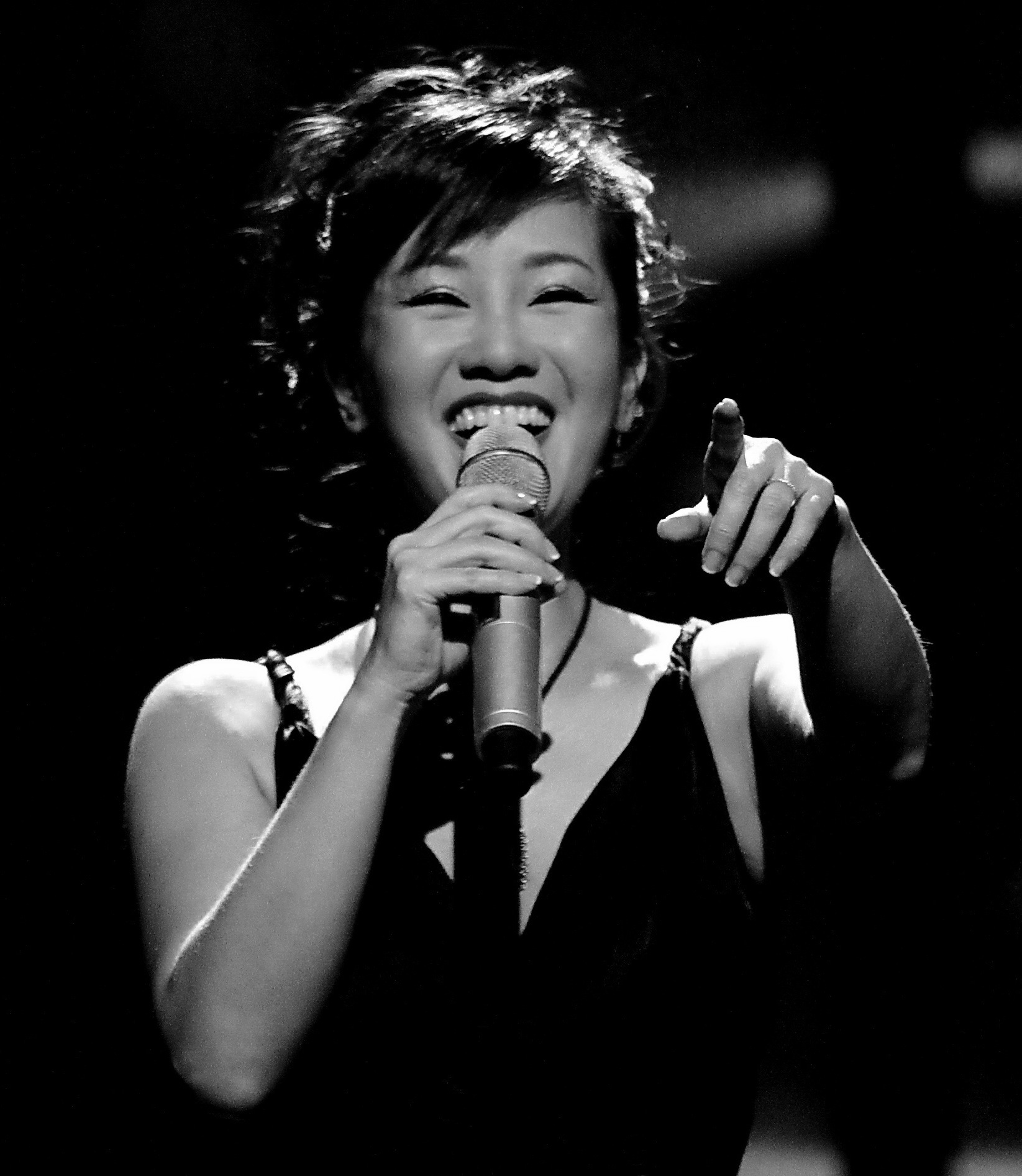
Ca sĩ Hồng Nhung gây ấn tượng với giới chuyên môn lẫn công chúng bởi giọng hát đầy nội lực mà tinh tế, sáng và vang. Cô đã thành công trong việc đổi mới nhạc Trịnh từ những năm đầu thập niên 90. Cô đã đóng đinh tên tuổi của mình với dòng nhạc này.

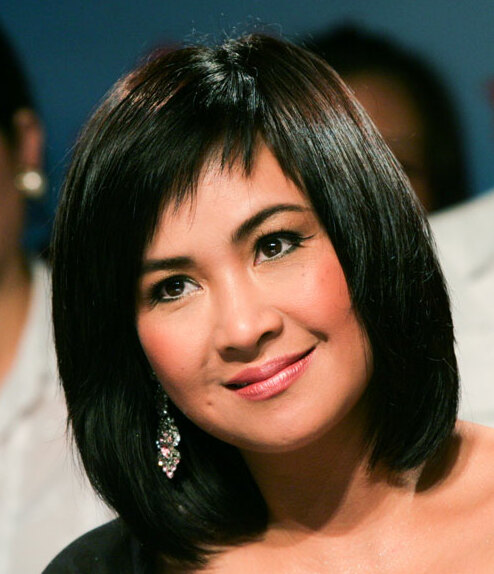
Ca sĩ Thanh Lam sở hữu một giọng nữ trung trầm (mezzo-alto vocal) đầy nội lực, vang rền cùng với nền tảng kỹ thuật thanh nhạc tốt, một âm sắc được giới chuyên môn đánh giá cao. Cô là một trong những ca sĩ mở đường, định hướng cho nền nhạc nhẹ Việt Nam từ đầu thập niên 1990, và được mệnh danh là "Nữ hoàng nhạc nhẹ".

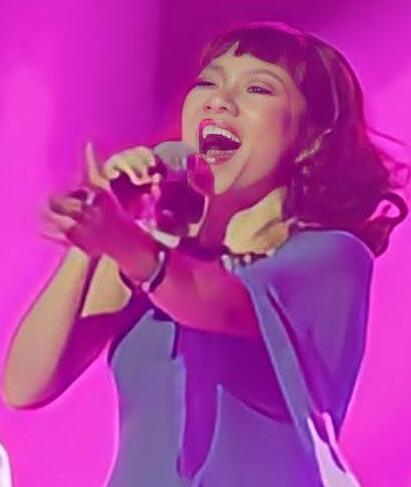
Ca sĩ Trần Thu Hà là con gái của NSND Trần Hiếu và NGƯT Vũ Thúy Huyền. Cô được biết đến là một nghệ sĩ có trường phái nghệ thuật đa dạng và nhiều màu sắc, luôn tìm tòi, sáng tạo và thử nghiệm những phong cách mới trong âm nhạc.

Điểm chung của 4 ca sĩ này là đều là người Hà Nội, đều đã học tại Nhạc viện Hà Nội và cùng hát nhạc nhẹ và thuộc thế hệ X. Không rõ ai là người khởi phát phong tặng danh hiệu này, nhưng đây không phải là danh hiệu chính thức.

## Lịch sử hình thành và một số tranh cãi
Theo các nguồn báo chí Việt Nam và nước ngoài, một số ca sĩ được phong tặng "Diva nhạc nhẹ" gồm Thanh Lam, Hồng Nhung, Mỹ Linh, Thu Phương, Phương Thanh, Trần Thu Hà. Sau khi Thu Phương định cư ở Hoa Kỳ, bốn ca sĩ được giới báo chí tại Việt Nam gọi là diva đó là Thanh Lam, Hồng Nhung, Mỹ Linh, Trần Thu Hà.
Nhạc sĩ Quốc Bảo từng cho rằng diva là mỹ từ của giới báo chí và không công nhận ai là diva. Nhưng gần đây, nhạc sĩ đã có những lời nhận xét tích cực dành cho Thanh Lam, Hồng Nhung, Thu Phương, Mỹ Linh và Trần Thu Hà khi năm giọng ca có dịp hội ngộ trên cùng một sân khấu. Ông khen ngợi và công nhận tài năng, cống hiến của năm người và gọi họ là "Thế hệ diva của nhạc Việt".
Trong một bài phỏng vấn năm 2005, Mỹ Linh trả lời rằng ở Việt Nam chưa có ai xứng đáng là diva. Trong một lần phỏng vấn khác vào năm 2007, Mỹ Linh đã phủ nhận mình là diva nhưng cho rằng NSND Lê Dung và NSƯT Thanh Lam mới xứng đáng với danh hiệu cao quý đó.
Năm 2005, báo Điện ảnh - Kịch trường Việt Nam phát động một cuộc bình chọn gây tranh cãi mang tên Diva thế hệ mới 2005. Theo đó, ban biên tập đưa một danh sách đề cử gồm 13 ca sĩ, sau đó rút xuống còn 6: Mỹ Tâm, Khánh Linh, Ngọc Khuê, Mỹ Lệ, Đoan Trang, Thanh Thảo. Nhưng kết quả cuộc bình chọn không thành công. Các ca sĩ Thanh Thảo, Mỹ Tâm xin rút tên khỏi danh sách đề cử. Một số tờ báo khác chỉ trích Điện ảnh - Kịch trường đã quá lạm dụng danh xưng diva. Cuối cùng, Hồ Quỳnh Hương, Thu Minh và Đoan Trang đoạt giải. Mặc dù vậy, Thu Minh cáo bận không đến nhận dù được mời nhiều lần.

## Ghi nhận khác
- Ca sĩ Thu Phương năm 2006 trong một cuộc phỏng vấn, cô đã được tờ Today của Hoa Kỳ nhắc đến là diva của nhạc pop Việt Nam.[16]